# Ferrari Tipo F131
Ferrari Tipo F131 – silnik Ferrari produkowany i wykorzystywany w modelu 360 Modena w latach 1999-2004.

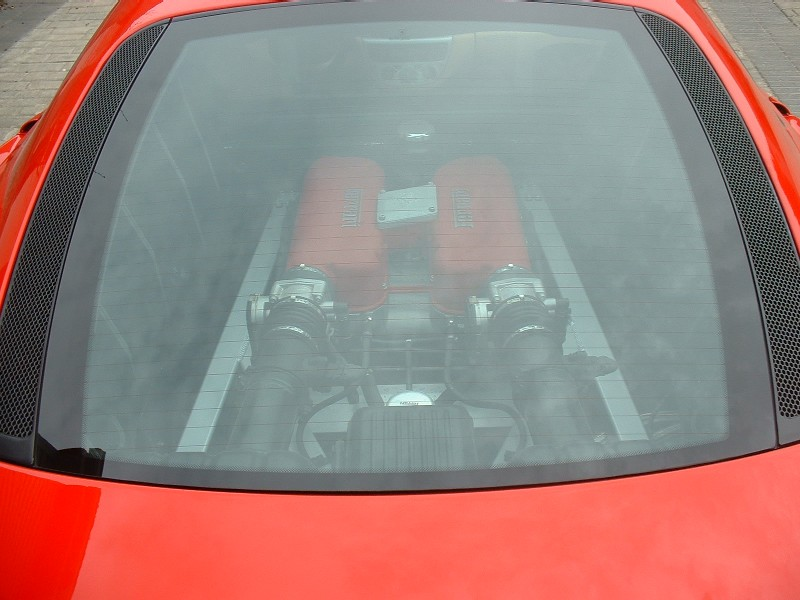
Silnik Ferrari 360 Modena

## Tipo F131
| Producent                                  | Ferrari – Włochy                       |
| Liczba cylindrów                           | V8 90° w układzie V                    |
| Liczba zaworów                             | 5 zaworów na cylinder (5v) DOHC        |
| Średnica cylindrów                         | 85,0 mm                                |
| Skok tłoka                                 | 79,0 mm                                |
| Pojemność                                  | 3586 cm³                               |
| Stopień sprężania z katalizatorem          | 11,2:1                                 |
| Moc maksymalna z katalizatorem             | 294 kW - 400 KM / 317 kW - 425 KM      |
| Obroty maksymalne                          | 8500 obr./min (chwilowe 8700 obr./min) |
| Maksymalny moment obrotowy z katalizatorem | 373 Nm przy 4750 obr./min              |
| ------------------------------------------ | -------------------------------------- |